# Gołyszmanowo
Gołyszmanowo (ros. Голышманово) – osiedle typu miejskiego w Rosji, w obwodzie tiumeńskim, ośrodek administracyjny rejonu gołyszmanowskiego. W 2021 liczyło 13 037 mieszkańców.

## Urodzeni
- Aleksiej Bielski – radziecki wojskowy.
- Natalja Guszczina – rosyjska zapaśniczka.